# Tupá
Tupá (in ungherese Kistompa) è un comune della Slovacchia facente parte del distretto di Levice, nella regione di Nitra.